# Neurotransmitter
Neurotransmitter, auch kurz Transmitter genannt, sind Botenstoffe, die an chemischen Synapsen die Erregung von einer Nervenzelle auf andere Zellen übertragen (synaptische Transmission).
| Aufbau einer chemischen Synapse |
| --- |
| Zytoplasma mit Zellskelett spannungs- aktivierter Calciumkanal synaptisches Bläschen Ionenpumpe Bindung an Rezeptor aktiviert Ionenkanal Neurotransmitter Präsynapt. Endigung (Axon) Spalt Postsynapt. Region (Dendrit) |

Die Transmittersubstanzen werden in der sendenden Nervenzelle produziert – häufig im Zellkörper und danach im Axon transportiert – sowie in deren präsynaptischen Endigungen innerhalb synaptischer Bläschen vorrätig gehalten. Bei neuronaler Erregung verschmelzen einige von diesen mit der Zellmembran des Neurons, sodass per Exocytose bestimmte Mengen an Neurotransmitter in den synaptischen Spalt freigesetzt werden und auf die  postsynaptische Membran der empfangenden Zelle einwirken. Die Wirkung ist abhängig von deren Membranausstattung mit Rezeptoren und Ionenkanälen sowie der einwirkenden Menge an Neurotransmitter. Abbau oder Wiederaufnahme der Botenstoffe begrenzen die Einwirkdauer auf kurze Zeitspannen.
Der Ausdruck Neurotransmitter ist abgeleitet von altgriechisch νεῦρον neuron „Sehne, Nerv“ und lateinisch transmittere „hinüber schicken, übertragen“.

## Wirkungsweise
Neurotransmitter sind Botenstoffe von Nervenzellen, mit denen die (präsynaptischen) elektrischen Signale eines Neurons an einer Synapse in chemische Signale umgebildet werden, die bei der nachgeordneten Zelle wieder (postsynaptische) elektrische Signale hervorrufen können.
In die präsynaptische Membranregion des Neurons fortgeleitete elektrische Impulse, Aktionspotentiale, veranlassen über kurzzeitigen Calciumeinstrom die Ausschüttung der Botenstoffe aus Vorratsspeichern, den synaptischen Vesikeln. Dieser Vorgang ist eine Exozytose: Durch Fusion der Vesikelmembranen mit der präsynaptischen Membran wird das je enthaltene Quantum an Transmittermolekülen in den (extrazellulären) synaptischen Spalt freigesetzt und gelangt per Diffusion zu den Rezeptoren auf der postsynaptischen Membran der nachgeschalteten Zelle.
Diese Membranproteine der subsynaptischen Region erkennen den jeweiligen Transmitter spezifisch an seiner molekularen räumlichen Struktur und Ladungsverteilung durch komplementäre Strukturen. Die Bindung eines Transmittermoleküls führt zur strukturellen Veränderung des Rezeptorproteins, wodurch direkt (ionotrop) oder mittelbar (metabotrop) bestimmte Ionenkanäle in dieser Region vorübergehend geöffnet werden.
Abhängig von der Zahl an Rezeptoren mit gebundenem Transmitter entstehen so Ionenströme verschiedener Stärke mit entsprechenden postsynaptischen Potentialdifferenzen (PSP). Diese sind  nun – festgelegt über die Zuordnung von Rezeptoren in der Membran zu Ionenkanälen bestimmter Ionensorte – entweder depolarisierend, so dass sie als exzitatorisches postsynaptisches Potential (EPSP) eine Erregung der nachgeschalteten Zelle fördern  bzw. zur Bildung eines Aktionspotentials führen, oder aber so, dass sie als inhibitorisches postsynaptisches Potential (IPSP) jene hemmen bzw. eine Erregung verhindern. Damit wird zwischen exzitatorischen und inhibitorischen Synapsen unterschieden.
Neben dem eigentlichen Neurotransmitter werden nicht selten noch Kotransmitter ausgeschüttet (Kotransmission), welche die Erregungsübertragung auf verschiedene Weise als Neuromodulatoren beeinflussen können. Die Bindung von Transmittern an Rezeptormoleküle ist in der Regel reversibel, nach Ablösung somit erneut möglich. Begrenzt wird ihre Wirkung nicht allein durch Diffusion, sondern durch enzymatische Spaltung (z. B. Cholinesterasen), Aufnahme in Gliazellen, präsynaptische Wiederaufnahme in das Neuron oder auch eine postsynaptische Internalisation samt Rezeptor (als Endozytose). Daneben ist postsynaptisch die prompte Inaktivation von Ionenkanälen (Desensitivierung) möglich. Weiterhin können präsynaptisch gelegene Autorezeptoren für den Transmitter dessen Freisetzung  negativ rückgekoppelt beschränken. Darüber hinaus sind zahlreiche weitere präsynaptische Rezeptoren bekannt, überwiegend metabotrop G-Protein-gekoppelte Rezeptoren, womit sich vielfältige Modifikationen synaptischer Übertragung ergeben.
Für die Wirkung einer synaptischen Transmission ist nicht die präsynaptisch als Transmitter ausgeschüttete chemische Substanz entscheidend, sondern die postsynaptisch ausgebildete Empfänglichkeit der nachgeordneten Zelle. Beispielsweise ruft der gleiche Transmitter Acetylcholin im Skelettmuskel – vermittelt über ionotrope nikotinische NM-Cholinozeptoren – eine Depolarisation hervor, jedoch im Herzmuskel – vermittelt über metabotrope muskarinische M2-Cholinozeptoren – eine Hyperpolarisation. In einem Fall führt dies zu einer Erregung von Skelettmuskelfasern, im anderen Fall zu einer Abnahme der Erregbarkeit von Herzmuskelzellen.

## Beispiele
Der wichtigste Transmitter im peripheren Nervensystem ist Acetylcholin, so nicht nur an der motorischen Endplatte von Muskelfasern, sondern auch im parasympathischen Teil des vegetativen Nervensystems sowie präganglionär im sympathischen Teil, postganglionär wird hier meist Noradrenalin ausgeschüttet (doch sind z. B. die Schweißdrüsen cholinerg innerviert).
Der wichtigste  Neurotransmitter im zentralen Nervensystem (ZNS) ist Glutamat, mit erregender Wirkung; die wichtigsten Transmitter inhibitorischer Synapsen sind Gamma-Aminobuttersäure (GABA) und Glycin. Andere häufige Neurotransmitter sind Dopamin und Serotonin neben Acetylcholin und Noradrenalin, auch bei Synapsen im ZNS. Eine wichtige Rolle spielen diese Substanzen in Theorien zur Entstehung und Behandlung von psychischen Störungen (z. B. Dopaminhypothese der Schizophrenien).

## Chemische Zuordnung
Biochemisch betrachtet sind die meisten bekannten Neurotransmitter neben Acetylcholin (aus Cholin, cholinerge Übertragung) entweder
- Derivate von Aminosäuren (durch bzw. nach Decarboxylierung) – wie Dopamin bzw. Noradrenalin und Adrenalin (aus Tyrosin, katechol-aminerge) oder Histamin (aus Histidin, histaminerge) oder γ-Aminobuttersäure (GABA) (aus Glutamat, GABAerge) bzw. Serotonin (aus Tryptophan, serotoninerge) –  oder es sind
- α-Aminosäuren – wie Glycin (glycinerge) oder Glutamat (glutamaterge) – oder es sind
- Oligopeptide, also kurze Ketten zusammengesetzter Aminosäuren, (peptiderge) – so etwa Oxytocin, Vasopressin (ADH), Somatostatin (SIH), Tachykinin, Cholecystokinin, Neurotensin und auch die opioid wirkenden Neuropeptide, Opioidpeptide, wie beispielsweise die Endorphine.

Daneben fungieren Phosphorsäureester von Purinen wie Adenosinmonophosphat (AMP), Adenosindiphosphat (ADP), Adenosintriphosphat (ATP) sowie Uridindiphosphat (UDP) und Uridintriphosphat (UTP) auch an Synapsen als (Ko-)Transmitter.

## Einteilung
Neurotransmitter können zunächst nach Stoffklassen eingeteilt werden.

### LöslicheGase
- Stickstoffmonoxid
- Kohlenstoffmonoxid
- Schwefelwasserstoff

### Amine
- quartäre Amine:
  - Acetylcholin
- Biogene Amine
  - (Klassische) Monoamine
    - Katecholamine:
      - Noradrenalin
      - Adrenalin
      - Dopamin

    - Indolamine:
      - Serotonin
      - Melatonin

    - Imidazolamine:
      - Histamin (biochemische Struktur jedoch von anderen biogenen Aminen verschieden)

  - Spurenamine
    - Phenethylamine:
      - Phenethylamin (PEA)
      - Tyramin

    - Indolamine:
      - Tryptamin

### Aminosäuren
- Inhibitorische Aminosäuretransmitter

- γ-Aminobuttersäure = GABA = 4-Aminobuttersäure
- Glycin
- β-Alanin
- Taurin

- Exzitatorische Aminosäuretransmitter

- Glutaminsäure
- Asparaginsäure
- Cystein
- Homocystein

### Neuropeptide
- Endorphine und Enkephaline
- Somatostatin
- Insulin
- Glucagon
- α-Endopsychosin
- Tachykinine
  - Substanz P
  - Neurokinin A (Substanz K)
  - Neuropeptid K (Neurokinin K)
  - Neuropeptid γ (Neuropeptid gamma)
  - Neurokinin B
  - Hemokinin-1
  - Endokinin A, B, C und D[5]

### Endocannabinoide
- Anandamid
- 2-Arachidonylglycerol
- O-Arachidonylethanolamid